# Pachypasa limosa limosa
Pachypasa limosa limosa é uma subespécie de insetos lepidópteros, mais especificamente de traças, pertencente à família Lasiocampidae.
A autoridade científica da subespécie é de Villiers, tendo sido descrita no ano de 1827.
Trata-se de uma subespécie presente no território português.